# تجمع بدو السلات (مأرب)

تعديل مصدري - تعديل

تجمع بدو السلات هي إحدى قرى عزلة ال مشعل بمديرية مأرب التابعة لمحافظة مأرب، بلغ تعداد سكانها 41 نسمة حسب تعداد اليمن لعام 2004.